# Кленоец (Кичево)
Кленоец (мкд. Кленоец) је насеље у Северној Македонији, у западном делу државе. Кленоец припада општини Кичево.

## Географија
Насеље Кленоец је смештено у западном делу Северне Македоније. Од најближег већег града, Кичева, насеље је удаљено 16 km западно.
Кленоец припада историјској области Горња Копачка. Село је положено у долини реке Треске, која овде тече највишим делом свог тока. Источно од насеља се изидже Илинска планина, а западно планина Стогово. Надморска висина насеља је приближно 890 метара.
Клима у насељу је планинска због знатне надморске висине.

## Становништво
Кленоец је према последњем попису из 2002. године имао 21 становника.
Већинско становништво су етнички Македонци (100%).
Претежна вероисповест месног становништва је православље.